# Tetrataenium bivittatum
Tetrataenium bivittatum är en växtart i släktet Tetrataenium och familjen flockblommiga växter.som beskrevs av H.Boissieu.
Arten är en perenn ört som förekommer i sydöstra Kina, Vietnam och Laos. Den beskrevs först som Heracleum bivittatum av Henri de Boissieu 1903, och fick sitt nu gällande namn av Ida P. Mandenova 1986.